# حصار عكا (1189–91)
حصار عكا هو حصار فرضه الصليبيون بقيادة ريتشارد قلب الأسد ملك إنجلترا وفيليب الثاني أغسطس ملك فرنسا على الحامية الأيوبية في مدينة عكا خلال الفترة ما بين 28 أغسطس/آب 1189 حتى سقوطها بيدهم في 17 جمادى الآخرة 587هـ الموافق 12 يونيو/حزيران 1191 بعد أن استسلمت الحامية.
كان حصار عكا أول مواجهة بين الصليبيين والأيوبيين في الحملة الصليبية الثالثة التي كان هدفها استرجاع القدس بعد أن سقطت في يد صلاح الدين الأيوبي. بعد أن استسلمت الحامية المسلمة أمر ريتشارد باعدامهم على خلاف ما وعدهم.